# Arnica chamissonis
La árnica americana (Arnica chamissonis) es una especie Asteraceae nativa de los prados húmedos de Norteamérica. Tiene las mismas características que el árnica europea (A. montana), diferenciándose en tener más ramificación y varios capítulos florales.

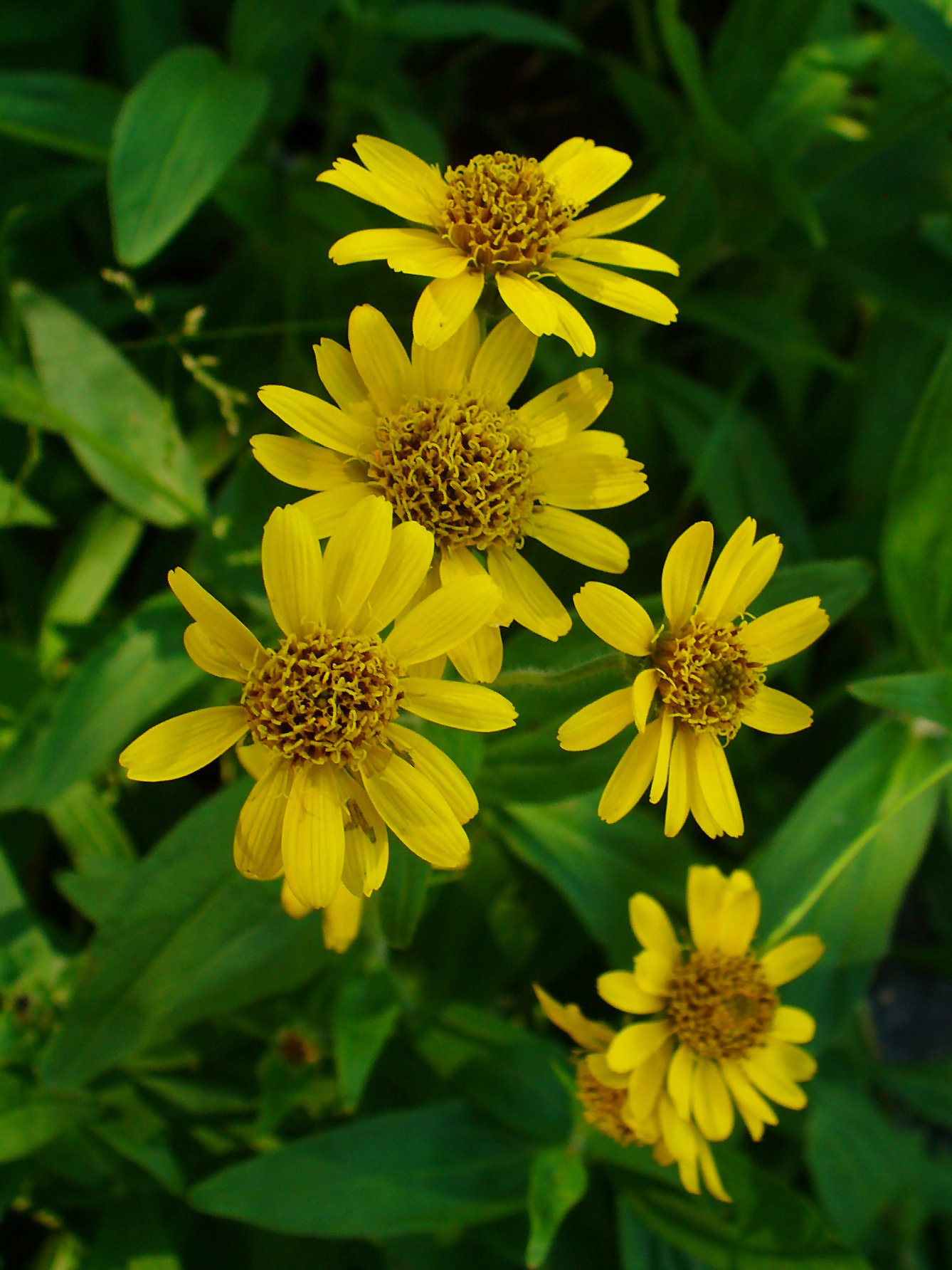
Capítulos.

## Descripción
A. chamissonis tiene las flores de color amarillo con verde follaje de textura media. Las hojas se agrupan en 4-10 pares. Produce semillas de color marrón y tiene un período de crecimiento activo desde la primavera hasta el verano. Tiene un crecimiento rizomatoso y crece a un ritmo moderado.

## Distribución y hábitat
A. chamissonis es originaria del oeste de Estados Unidos, incluyendo Alaska, y la mayor parte de Canadá. A. chamissonis es perenne. Por lo general, prefiere prados húmedos y bosques de coníferas y, a menudo crecen montanos y subalpinos, a una altitud de 0-3,500 metros. Las semillas son fácilmente disponibles y la planta puede cultivarse en un jardín de casa. Prefiere la exposición a pleno sol y una temperatura media del suelo de 18-24 °C.

## Propiedades
Tiene las mismas propiedades que Arnica montana.

## Taxonomía
Arnica chamissonis fue descrita por Christian Friedrich Lessing y publicado en  Linnaea, 6, p. 238, 1831.
Etimología
Arnica: nombre genérico derivado del vocablo griego πταρμική, del sustantivo πταρμός, estornudo, por su capacidad de hacer estornudar.
chamissonis: epíteto otorgado en honor del botánico Adelbert von Chamisso (1781-1838).
Sinonimia
- Arnica bernardina Greene
- Arnica bruceae Rydb.
- Arnica cana Greene
- Arnica celsa A.Nelson
- Arnica chamissonis var. bernardina (Greene) Jepson ex Maguire
- Arnica chamissonis subsp. foliosa (Nuttall) Maguire
- Arnica chamissonis var. foliosa (Nuttall) Maguire
- Arnica chamissonis subsp. incana (A. Gray) Maguire
- Arnica chamissonis var. incana (A. Gray) Hultén
- Arnica chamissonis var. interior Maguire
- Arniaca chamissonis var. jepsoniana Maguire
- Arnica columbiana Greene
- Arnica exigua A.Nelson
- Arnica foliosa Nutt.
- Arnica foliosa var. andina Nutt.
- Arnica foliosa var. bernardina (Greene) Jeps.
- Arnica foliosa var. incana A.Gray
- Arnica greenei A.Nelson
- Arnica incana (A.Gray) Greene
- Arnica kodiakensis Rydb.
- Arnica lanulosa Greene
- Arnica macilenta Greene
- Arnica maguirei A.Nelson
- Arnica ocreata A.Nelson
- Arnica rhizomata A.Nelson
- Arnica rubricaulis Greene
- Arnica stricta A.Nelson
- Arnica subplumosa var. macilenta (Greene) A.Nelson
- Arnica tomentulosa Rydb.[5]<refA. chamissonis en Flora of North America</ref>